# 武塔神
武塔神（むとうしん、むとうのかみ）は、蘇民将来説話に登場する神。武塔（むたふ）の神、武塔天神とも呼ばれる。

## 概要
日本の文献に見出される初期のものとして、12世紀に著された『伊呂波字類抄』に、牛頭天王の別名として武塔天神の名が現れる。牛頭天王は東王父、西王母を父母とし、天竺北方の九相国 に城を持ち、8万4654の眷属神を従える異国神と説明されている。
次いで、卜部兼方が13世紀後半に著した『釈日本紀』にも引かれている『備後国風土記逸文』の「疫隈国社（えのくまのくにつやしろ）」）に伝わる蘇民将来説話に疫神として登場する。武塔神は北海の神で、嫁取りに南海に訪れた時に将来兄弟に会い、貧しいながら厚遇してくれた兄は見逃し、冷遇した弟は殺してしまう。説話では、自ら「吾は速須佐能神（すさのおのかみ）なり」と称していることから、スサノオ（『古事記』における呼称は建速須佐之男命）と照合される。
また、『釈日本紀』では「祇園を行疫神となす武塔天神の御名は世の知る所なり」と述べられており、初期の祇園信仰の祭神は武塔天神であり、のちに牛頭天王と称されるようになったと考えられる。その説話『祇園牛頭天王縁起』では武塔神の弟の巨旦将来は、夜叉国の巨旦大王（金神）になり、武塔神は「身の丈七尺五寸の大男・牛頭をした太子」牛頭天王へと変化し、巨旦大王と戦争まで起こしている。牛頭天王は、摩訶陀国（まかだこく）の王舎城（マガダのラージャグリハ）の大王とされる。
陰陽道の教典の一つである「刃辛（ほき）内伝」では天刑星（てんぎょうしょう）の神の転生で、吉祥天の王舎城の大王で商貴帝と呼ばれる。
「武塔」という漢字表記は中国の神に関する文献には見出されず、その素性については諸説がある。「武塔」は固有名詞ではなく、朝鮮の武塔（ムータン）の台形状の聖所にある神の意味とする説がある。ムータンという言葉は、朝鮮では、巫堂 (mudang) というシャーマン的存在が知られる。中国語には mudan（牡丹）という語があり、また毘沙門天と唐代の武将李靖（571年 - 649年）が習合した道教の神である托塔李天王と関連付ける説もある。また、武塔神の起源を中国の民間信仰とする説もあり、山口建治は平安中期に流入した五道大神信仰が基礎となったという説を唱えている。